# Ozziel Herrera
Jonathan Ozziel Herrera Morales, noto semplicemente come Ozziel Herrera (Culiacán, 23 maggio 2001), è un calciatore messicano, attaccante del Tigres UANL e della nazionale messicana.

## Biografia
Nato a Culiacán da padre cubano e madre messicana.

## Caratteristiche tecniche
È un'ala sinistra.

## Carriera

### Club
Nel 2014 entra a far parte del settore giovanile del Pachuca dove rimane per due anni prima di passare all'Atlas.
Il 25 novembre 2018 debutta fra i professionisti giocando l'incontro di Liga MX perso 3-1 contro il Monterrey; a partire dal 2020 viene promosso in pianta stabile in prima squadra ed il 7 febbraio 2021 realizza la sua prima rete nel pareggio per 1-1 contro il Santos Laguna.

### Nazionale
Il 19 aprile 2023 esordisce in nazionale maggiore nell'amichevole pareggiata contro gli Stati Uniti.

## Statistiche
Statistiche aggiornate al 21 maggio 2020.

### Presenze e reti nei club
| Stagione        | Squadra         | Campionato      | Campionato | Campionato | Coppe nazionali | Coppe nazionali | Coppe nazionali | Coppe continentali | Coppe continentali | Coppe continentali | Altre coppe | Altre coppe | Altre coppe | Totale | Totale | Totale |
| Stagione        | Squadra         | Comp            | Pres       | Reti       | Comp            | Pres            | Reti            | Comp               | Pres               | Reti               | Comp        | Pres        | Reti        | Pres   | Reti   |        |
| --------------- | --------------- | --------------- | ---------- | ---------- | --------------- | --------------- | --------------- | ------------------ | ------------------ | ------------------ | ----------- | ----------- | ----------- | ------ | ------ | ------ |
| 2018-2019       | Atlas           | LMX             | 2          | 0          | CM              | 3               | 0               |                    | -                  | -                  |             | -           | -           | 5      | 0      |        |
| 2019-2020       | Atlas           | LMX             | 3          | 0          | CM              | 3               | 1               |                    | -                  | -                  |             | -           | -           | 6      | 0      |        |
| 2020-2021       | Atlas           | LMX             | 21         | 3          | -               | -               | -               |                    | -                  | -                  |             | -           | -           | 21     | 3      |        |
| Totale carriera | Totale carriera | Totale carriera | 26         | 3          |                 | 6               | 0               |                    | -                  | -                  |             | -           | -           | 32     | 3      |        |

### Cronologia presenze e reti in nazionale
| Cronologia completa delle presenze e delle reti in nazionale ― Messico | Cronologia completa delle presenze e delle reti in nazionale ― Messico | Cronologia completa delle presenze e delle reti in nazionale ― Messico | Cronologia completa delle presenze e delle reti in nazionale ― Messico | Cronologia completa delle presenze e delle reti in nazionale ― Messico | Cronologia completa delle presenze e delle reti in nazionale ― Messico | Cronologia completa delle presenze e delle reti in nazionale ― Messico | Cronologia completa delle presenze e delle reti in nazionale ― Messico |
| Data                                                                   | Città                                                                  | In casa                                                                | Risultato                                                              | Ospiti                                                                 | Competizione                                                           | Reti                                                                   | Note                                                                   |
| ---------------------------------------------------------------------- | ---------------------------------------------------------------------- | ---------------------------------------------------------------------- | ---------------------------------------------------------------------- | ---------------------------------------------------------------------- | ---------------------------------------------------------------------- | ---------------------------------------------------------------------- | ---------------------------------------------------------------------- |
| 19-4-2023                                                              | Glendale                                                               | Stati Uniti                                                            | 1 – 1                                                                  | Messico                                                                | Amichevole                                                             | -                                                                      | 87’                                                                    |
| 7-6-2023                                                               | Mazatlán                                                               | Messico                                                                | 2 – 0                                                                  | Guatemala                                                              | Amichevole                                                             | -                                                                      | 72’                                                                    |
| 10-6-2023                                                              | San Diego                                                              | Messico                                                                | 2 – 2                                                                  | Camerun                                                                | Amichevole                                                             | -                                                                      | 62’                                                                    |
| 15-6-2023                                                              | Paradise                                                               | Stati Uniti                                                            | 3 – 0                                                                  | Messico                                                                | CONCACAF Nations League 2022-2023 - Semifinale                         | -                                                                      | 54’                                                                    |
| 18-6-2023                                                              | Paradise                                                               | Panama                                                                 | 0 – 1                                                                  | Messico                                                                | CONCACAF Nations League 2022-2023 - Finale 3º posto                    | -                                                                      | 31’ 67’                                                                |
| 25-6-2023                                                              | Houston                                                                | Messico                                                                | 4 – 0                                                                  | Honduras                                                               | Gold Cup 2023 - 1º turno                                               | -                                                                      | 69’                                                                    |
| 2-7-2023                                                               | Santa Clara                                                            | Messico                                                                | 0 – 1                                                                  | Qatar                                                                  | Gold Cup 2023 - 1º turno                                               | -                                                                      | 60’                                                                    |
| Totale                                                                 |                                                                        | Presenze                                                               | 7                                                                      |                                                                        | Reti                                                                   | 0                                                                      |                                                                        |

## Palmarès

### Club
- Campionato messicano: 1

Atlas:Clausura 2022
- Supercoppa del Messico: 1

Atlas: 2022

### Nazionale
- Gold Cup: 1

2023